# Tigermilk
Az 1996-os Tigermilk a Belle & Sebastian debütáló nagylemeze. Az első kiadás mindössze 1000 példányban jelent meg, ezután 1999-ben jelent meg új kiadása a Jeepster Records gondozásában. A borítóképet Stuart Murdoch készítette; ugyanazt a modellt ábrázolja, aki a Dog in Wheels EP borítóján is látható.
A címét egy olyan dalról kapta, amely végül nem került fel a lemezre. Egy instrumentális dalról van szó, amelyet a koncerteken játszottak. Bár az albumon játszik, Mick Cooke trombitás még nem volt az együttes tagja.
A The State I Am In 17. lett a Pitchfork Media a 90-es évek legjobb 200 száma listáján. Az album szerepel az 1001 lemez, amit hallanod kell, mielőtt meghalsz című könyvben.

## Az album dalai
|     | Cím                        | Szerző(k)      | Hossz |
| --- | -------------------------- | -------------- | ----- |
| 1.  | The State I Am In          | Stuart Murdoch | 4:57  |
| 2.  | Expectations               | Murdoch        | 3:34  |
| 3.  | She's Losing It            | Murdoch        | 2:22  |
| 4.  | You're Just a Baby         | Murdoch        | 3:41  |
| 5.  | Electronic Renaissance     | Murdoch        | 4:50  |
| 6.  | I Could Be Dreaming        | Murdoch        | 5:56  |
| 7.  | We Rule the School         | Murdoch        | 3:27  |
| 8.  | My Wandering Days Are Over | Murdoch        | 5:25  |
| 9.  | I Don't Love Anyone        | Murdoch        | 3:56  |
| 10. | Mary Jo                    | Murdoch        | 3:29  |

## Közreműködők
- Stuart Murdoch – ének, gitár
- Stuart David – basszusgitár
- Isobel Campbell – cselló
- Chris Geddes – billentyűk, zongora
- Richard Colburn – dob
- Stevie Jackson – gitár
- Mick Cooke – trombita

## Fordítás
Ez a szócikk részben vagy egészben a Tigermilk című angol Wikipédia-szócikk ezen változatának fordításán alapul.  Az eredeti cikk szerkesztőit annak laptörténete sorolja fel. Ez a jelzés csupán a megfogalmazás eredetét és a szerzői jogokat jelzi, nem szolgál a cikkben szereplő információk forrásmegjelöléseként.